# Киешки
Киешки (Аксаковское) (на Яндекс-картах: Киишкинское, ещё ранее — Киишки) — озеро в Башкортостане, в Кармаскалинском районе, в пойме Белой, старица реки Агидель, с которой оно весной соединяется протокой. 

## Характеристики
Площадь охраняемой зоны 24,1 км². Озеро образовано в породах неогена (глины, пески, галечники).
Памятник природы с 1965 года. Назначение ООПТ:
1. Охрана озера, восстановление его экосистем и эстетического вида.
2. Культурно-историческое значение[5].

Рядом расположено озеро Чайликуль. За озером находится курганный могильник раннего железного века (8 век до нашей эры — 4 век нашей эры). В районе распространены карстовые воронки.
В настоящее время по берегам дубов нет, растут небольшие ивы, рябина, калина и другие небольшие деревья. Размеры озера уменьшились, сейчас оно имеет длину 2,5-3 км и ширину до 100 м.

## Этимология
Название озера происходит от башкирского слова «ҡыйыш» — кривое.

## Аксаков
Находится у деревни Старые Киешки, где прошло детство Сергея Тимофеевича Аксакова (тогда именовалась Сергеевка).
В своей мемуарной книге «Детские годы Багрова-внука» Аксаков описал историю возникновения деревни и окрестности родного озера:
Озеро Киишки тянулось разными изгибами, затонами и плесами версты на три; ширина его была очень неровная: иногда сажен семьдесят, а иногда полверсты. Противоположный берег представлял лесистую возвышенность, спускавшуюся к воде пологим скатом; налево озеро оканчивалось очень близко узким рукавом, посредством которого весною, в полую воду, заливалась в него река Белая; направо за изгибом не видно было конца озера, по которому, в полуверсте от нашей усадьбы, была поселена очень большая мещеряцкая деревня, о которой я уже говорил, называвшаяся по озеру также Киишки. Разумеется, русские звали её и озеро, и вновь поселенную русскую деревушку Сергеевку, просто «Кишки» — и к озеру очень шло это названье, вполне обозначавшее его длинное, искривленное протяжение. Чистая, прозрачная вода, местами очень глубокая, белое, песчаное дно, разнообразное чернолесье, отражавшееся в воде как в зеркале и обросшее зелеными береговыми травами, всё вместе было так хорошо, что не только я, но и отец мой и Евсеич пришли в восхищение. Особенно был красив и живописен наш берег, покрытый молодой травой и луговыми цветами, то есть часть берега, не заселенная и потому ничем не загаженная; по берегу росло десятка два дубов необыкновенной вышины и толщины. 
 Сзади мостков стоял огромнейший дуб в несколько охватов толщиною; возле него рос некогда другой дуб, от которого остался только довольно высокий пень, гораздо толще стоявшего дуба; из любопытства мы влезли на этот громадный пень все трое, и, конечно, занимали только маленький краешек. Отец мой говорил, что на нём могли бы усесться человек двадцать. Он указал мне зарубки на дубовом пне и на растущем дубу и сказал, что башкирцы, настоящие владельцы земли, каждые сто лет кладут такие заметки на больших дубах, в чём многие старики его уверяли; таких зарубок на пне было только две, а на растущем дубу пять, а как пень был гораздо толще и, следовательно, старее растущего дуба, то и было очевидно, что остальные зарубки находились на отрубленном стволе дерева. Отец прибавил, что он видел дуб несравненно толще и что на нём находилось двенадцать заметок, следовательно, ему было 1200 лет. Не знаю, до какой степени были справедливы рассказы башкирцев, но отец им верил, и они казались мне тогда истиной, не подверженной сомнению. 